# Saifeddine Bouhra
Saifeddine Bouhra (en arabe : سيف الدين بوهرة), né le 5 mars 2000 à Saïdia, est un footballeur marocain
. Pouvant évoluer au poste d'attaquant, il joue au Wydad AC

## Biographie
Saifeddine Bouhra est formé à l'Académie Mohammed VI, principale académie marocaine pour la formation des joueurs.

### Rapide Oued-Zem (2019-2020)
Saifeddine Bouhra fait ses débuts en pro le 15 septembre 2019, lors de la première journée de  Botola pro 2019-2020 face au Mouloudia Club d'Oujda. Il marque son premier but en professionnel le 22 décembre 2019 face au Hassania d'Agadir, en étant l'unique buteur du match. Il inscrit son premier doublé le 29 décembre 2019 face à Youssoufia Berrechid, durant de la victoire 4-0 de son équipe. Il est un titulaire régulier en disputant 27 sur 30 matchs de Botola, il évolue surtout en ailier.

### SC Chabab Mohammédia et prêts (2020-)
Suites à ses performances, il a plusieurs prétendants de Botola et signe finalement au Chabab Mohammédia.
Il marque son premier but avec le club le 11 avril 2021 contre l'Olympique de Safi, dans une victoire 3-0.
En pleine phase de changement d'entraîneur avec la venue de Sven Vandenbroeck, il parvient à se qualifier en finale de la Ligue des champions le 20 mai 2023 après un match nul retour de 2-2 en entrant en jeu à la 72ème minute à la place de Zouhair El Moutaraji face au Mamelodi Sundowns FC au Loftus Versfeld Stadium en Afrique du Sud. 

### En sélection
Le 28 juillet 2022, il est convoqué par le sélectionneur Hicham Dmii pour un stage de préparation avec l'équipe du Maroc A', figurant sur une liste de 23 joueurs qui prendront part aux Jeux de la solidarité islamique en août 2022.

## Statistiques
| Saison                | Club                  | Championnat           | Championnat | Championnat | Championnat | Coupe(s) nationale(s) | Coupe(s) nationale(s) | Coupe(s) nationale(s) | Total | Total | Total |
| Saison                | Club                  | Division              | M.          | B.          | P.d.        | M.                    | B.                    | P.d.                  | M.    | B.    | P.d.  |
| 2019-2020             | Rapide Oued-Zem       | Botola Pro            | 27          | 3           | 1           | 1                     | 0                     | 0                     | 28    | 3     | 1     |
| Sous-total            | Sous-total            | Sous-total            | 27          | 3           | 1           | 0                     | 1                     | 0                     | 27    | 4     | 1     |
| 2020-2021             | SCC Mohammédia0       | Botola pro            | 21          | 1           | 0           | 3                     | 0                     | 0                     | 24    | 1     | 0     |
| Sous-total            | Sous-total            | Sous-total            | 21          | 1           | 0           | 3                     | 0                     | 0                     | 24    | 1     | 0     |
| 2021-2022             | MAS Fès               | Botola Pro            | 26          | 2           | 7           | 3                     | 0                     | 0                     | 29    | 2     | 7     |
| Sous-total            | Sous-total            | Sous-total            | 26          | 2           | 7           | 3                     | 0                     | 0                     | 29    | 2     | 7     |
| Total sur la carrière | Total sur la carrière | Total sur la carrière | 74          | 6           | 8           | 7                     | 0                     | 0                     | 81    | 6     | 8     |

## Palmarès
Wydad AC
- Botola Pro1
  - Vice-champion : 2022–23
- Ligue des champions de la CAF
  - Finaliste : 2023
- Supercoupe d'Afrique
  - Finaliste : 2022